# Volta a Suïssa 1961
La Volta a Suïssa 1961 fou la 25a edició de la Volta a Suïssa. Aquesta edició es disputà del 15 al 21 de juny de 1961, amb un recorregut de 1.357,5 km distribuïts en 7 etapes. La sortida fou a Zúric, mentre l'arribada fou a Lucerna.
El vencedor final fou el suís Attilio Moresi, que s'imposà per poc més de quatre minuts al belga Hilaire Couvreur. El vencedor de l'edició anterior, Alfred Rüegg, finalitzà en tercera posició. Moresi també guanyà la classificació dels punts, mentre la de la muntanya fou per a Couvreur. La classificació per equips fou pel Carpano, equip que situà a sis dels seus corredors entre els 10 primers.

## Etapes
| Etapa | Data       | Recorregut             | Km   | Vencedor d'etapa       | Líder de la general  |
| ----- | ---------- | ---------------------- | ---- | ---------------------- | -------------------- |
| 1ª    | 15 de juny | Zúric - Laufenburg     | 211  | Alfred Rüegg (SUI)     | Alfred Rüegg (SUI)   |
| 2ª    | 16 de juny | Laufenburg - Coira     | 231  | Yvo Molenaers (BEL)    | Attilio Moresi (SUI) |
| 3ª    | 17 de juny | Coira - Locarno        | 169  | Rolf Graf (SUI)        | Attilio Moresi (SUI) |
| 4ª    | 18 de juny | Locarno - Varese (CRI) | 74,5 | Rolf Graf (SUI)        | Attilio Moresi (SUI) |
| 5ª    | 19 de juny | Varese - Saas-Fee      | 188  | Kurt Gimmi (SUI)       | Attilio Moresi (SUI) |
| 6ª    | 20 de juny | Saas-Fee - Payerne     | 235  | Maurice Meuleman (BEL) | Attilio Moresi (SUI) |
| 7ª    | 21 de juny | Payerne - Lucerna      | 249  | Horst Oldenburg (GER)  | Attilio Moresi (SUI) |

## Classificació final
|    | Ciclista                | Equip          | Temps       |
| -- | ----------------------- | -------------- | ----------- |
| 1  | Attilio Moresi (SUI)    | Carpano        | 37h 08' 06" |
| 2  | Hilaire Couvreur (BEL)  | Carpano        | + 4'10"     |
| 3  | Alfred Rüegg (SUI)      | Mittelholzer   | + 7'12"     |
| 4  | Italo Mazzacurati (ITA) | Carpano        | + 9'10"     |
| 5  | Germano Barale (ITA)    | Carpano        | + 13'07"    |
| 6  | Carlo Azzini (ITA)      | San Pellegrino | + 13'13"    |
| 7  | Ernesto Bono (ITA)      | San Pellegrino | + 13'32"    |
| 8  | Joseph Planckaert (BEL) | Flandria       | + 14'38"    |
| 9  | Arnaldo di Maria (ITA)  | Carpano        | + 20'21"    |
| 10 | Kurt Gimmi (SUI)        | Carpano        | + 22'32"    |